# Venedig in Wien

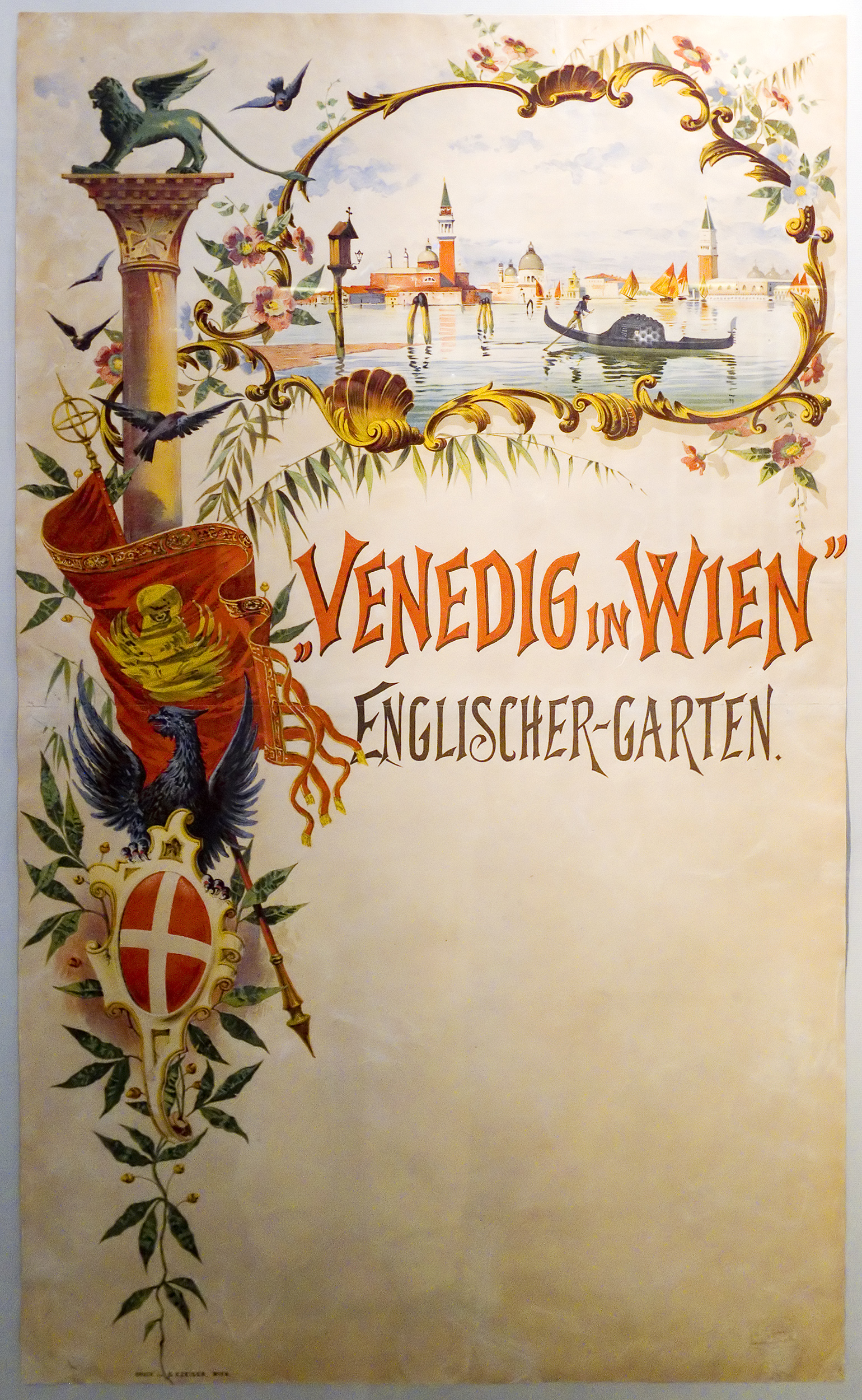
Plakat, um 1895

Am Praterstern gelegener Eingang Porta nuova, zwei adaptierte Viadukte der Verbindungsbahn, 1895

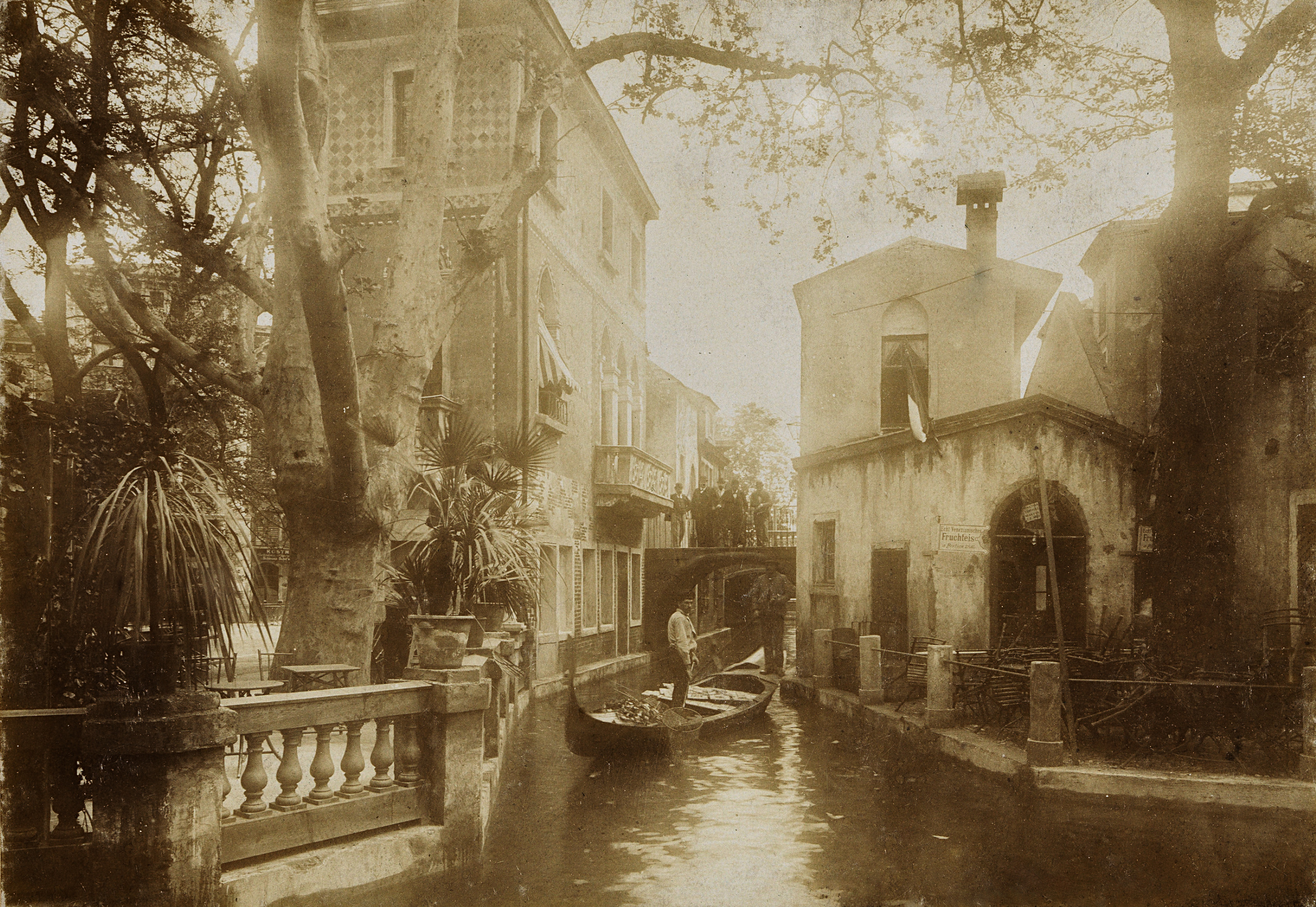
Aufnahme von 1894

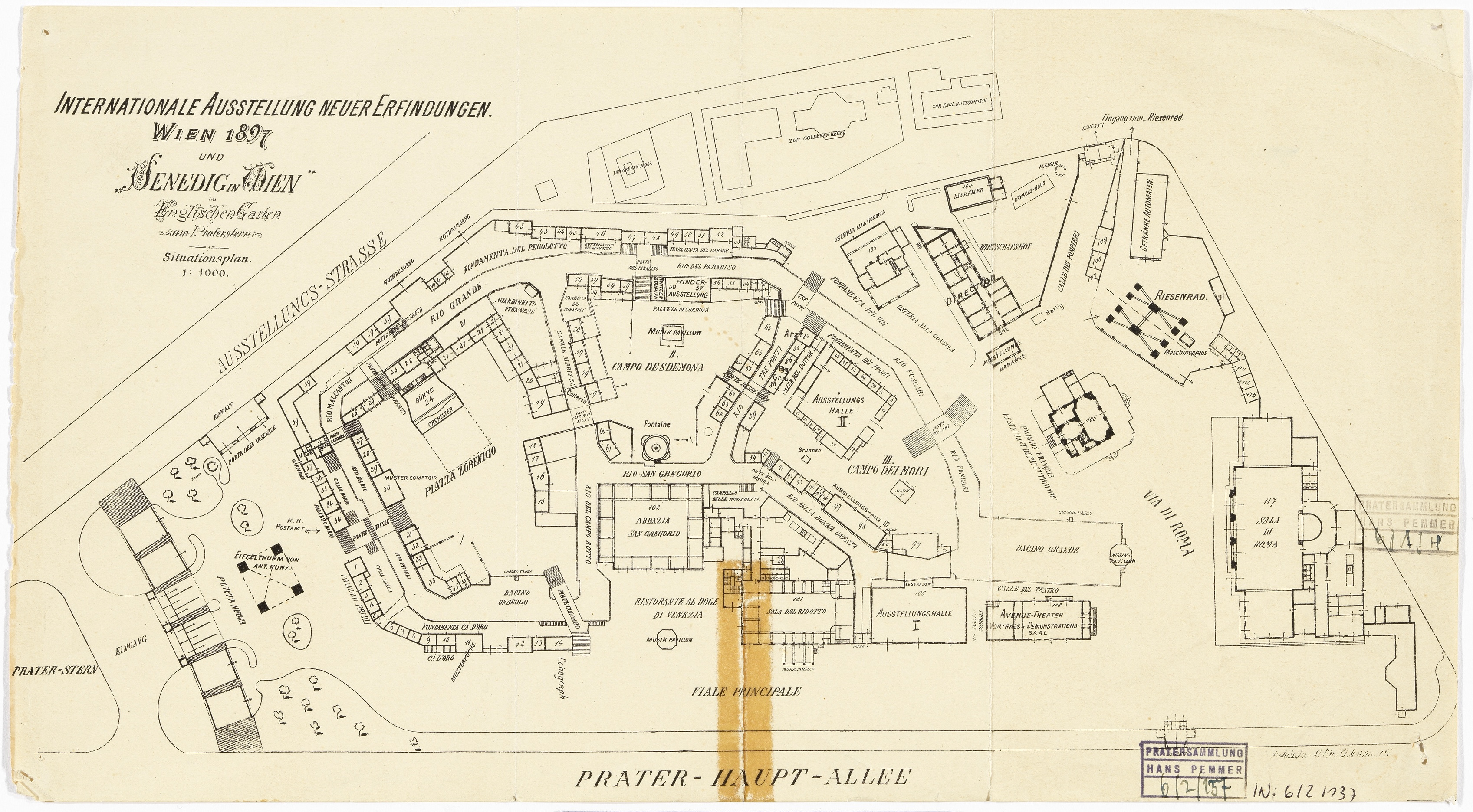
Venedig in Wien, Situationsplan 1:1000

Der Vergnügungspark Venedig in Wien war einer der ersten dauerhaften modernen Themenparks der Welt. Er wurde am 18. Mai 1895 im Wiener Prater eröffnet.
Über drei Inseln mit zentralen Plätzen, eingefasst durch im venezianischen Stil gestaltete Kanäle und Gebäudeensembles, befand sich die geschlossene Anlage vor dem heutigen Riesenrad auf dem Gelände der Kaiserwiese, und anders als der Name des nördlich davon gelegenen heutigen Parks Venediger Au vermuten ließe.

## Geschichte
Die Nutzung des zwischen Praterstern, Ausstellungsstraße und Prater Hauptallee gelegenen Kaisergartens als Ort für die Errichtung eines Vergnügungs-Etablissements geht auf die Zeit 1890/91 zurück, als Kaiser Franz Joseph I. sowie seine beiden Brüder Karl Ludwig und Ludwig Viktor die Liegenschaft an die englische Investorengruppe Kaisergarten-Syndicate limited verkauften, für deren Projekt der Librettist Camillo Walzel (1829–1895) als Generaldirektor fungierte.
In den folgenden Jahren errichtete der Unternehmer Gabor Steiner (1858–1944) gemeinsam mit dem Architekten Oskar Marmorek (1863–1909) sowie unterstützt vom Schriftsteller und Journalisten Ignaz Schnitzer (1839–1921) auf dem Gelände eine 50.000 m² große bauliche Anmutung Venedigs. Die ganze Anlage war um drei große Plätze (campi) gruppiert, die jeweils von verschiedenen nachgebauten historischen Palazzi umsäumt wurden. Außerhalb dieser Bauten wurden die drei Plätze von einem künstlichen Wasserlauf umspült, der an mehreren Stellen beiderseits von Häusern begrenzt wurde. Der etwa 1 km lange Kanal wies eine Mindestbreite von fünf Metern auf sowie ein schwaches Gefälle, um Fließwasser zu erzielen. Zwei große Bassins, Erweiterungen des Kanals, dienten zum Ein- und Aussteigen sowie zur Aufnahme des dadurch bedingten größeren Gondelverkehrs. Die auf dem Kanal angebotenen Bootsfahrten fanden in original venezianischen Gondeln statt, die von echten venezianischen Gondolieri bewegt wurden.
Außerhalb der drei Plätze und des Kanalareals befanden sich unter anderem ein Pavillon, der als Restaurant diente, ein Café mit Terrasse, ein plastisches Panorama und ein Marionettentheater.
Das Projekt war ein Riesenerfolg, das Menschen aller Schichten in Massen anzog. „Wir gehen heute Abend nach Venedig!“ war ein Spruch jener Zeit.
Jährlich zur Sommersaison wurde der Park um neue Attraktionen erweitert. So kam etwa 1897 das heutige Wahrzeichen des Praters, das Riesenrad, hinzu. Dazu verpachtete Gabor Steiner ein Grundstück, auf dem man bis dahin im „Turm von Murano“ die Glasbläser beobachten konnte, an Walter Bassett Basset (1864–1907), und dank der guten Kontakte, die Gabor Steiner aufgrund des Erfolges seines Venedig-Nachbaus zu Mitgliedern der Wiener Prominenz hatte knüpfen können, wurde schließlich nach anfänglichen Schwierigkeiten die Baugenehmigung erteilt.
1894 hatte Ignaz Schnitzer (1839–1921) die Idee, zum fünfzigsten Regierungsjubiläum von Kaiser Franz Joseph I. 1898 ein Rundgemälde mit dem Titel „Kaiser Franz Joseph und seine Zeit“ in Auftrag zu geben. Ausgeführt wurde es vom Historienmaler Ernst Philipp Fleischer (* 1850, † ca. 1927), ausgestellt wurde es am Beginn der Ausstellungsstraße (Standort im heutigen Venediger-Au-Park, damalige Adresse Prater Nr. 143) in einem von Oskar Marmorek eigens dafür entworfenen Rundbau.
(Operetten-)Komponisten wie Carl Michael Ziehrer, Franz Lehár, Joseph Hellmesberger jr., Karl Komzák, Edmund Eysler, Oscar Straus, Richard Heuberger, Oskar Nedbal, Carl Wilhelm Drescher u. a. feierten hier Erfolge. Bekannte Sänger und Schauspieler wie Fritzi Massary, Mizzi Zwerenz, Annie Dirkens, Ludwig Gottsleben und Richard Waldemar traten in dem Park auf.
Nach der Errichtung von Venedig in Wien wurde 1896 bis 1898 von Carl Caufal (1861–1929) für die Praterstraße 70 auch der sogenannte Dogenhof nach dem Vorbild des Ca’ d’Oro in Venedig entworfen und erbaut.
Trotz der jährlich neuen Attraktionen ließ die Begeisterung der Wiener bereits nach fünf Jahren nach, so dass das künstliche Venedig nur etwa sechs Jahre bestand, danach wichen trockengelegte Lagunen dem Bau eines 2000 Personen fassenden Sommertheaters. 1901 wurde aus „Venedig in Wien“ die „Internationale Stadt“, danach die „Blumenstadt“, ab 2. Mai 1903 die „Elektrische Stadt“, ab 1. Mai 1914 „Kongreßstadt im Kaisergarten“.
Venedig in Wien war etliche Jahre vor 1916 baulich wie inhaltlich in das Etablissement Kaisergarten übergegangen (mit Spezialitätentheatern, Restaurants, Tanz- wie Champagnerlokalen, Heurigenschenken etc.), das ab Frühjahr 1914 im Grundeigentum sowie unter der Führung von Alfred Hugo Winter, einem Gutsbesitzer, stand, der zu Beginn seiner Direktion den baulich umfänglichen Themenschwerpunkt Alt-Wien (Revue Anno 1814 mit Arnold Korff) setzte und der bald nach Übernahme der Geschäfte zahlungsunfähig wurde.
Die alten Bauten von „Venedig in Wien“ und ihre sämtlichen Nachkommen bis zum Jahre 1914 wurden erst im Jänner 1916 demoliert. Bereits am 1. Juli 1916 wurde auf dem frei gewordenen Gelände des Kaisergartens sowie auf Teilen der angrenzenden Gallitzinwiese die von Karl Witzmann (1883–1952) architektonisch geplante „Wiener Kriegsausstellung“ eröffnet.
Nach Beendigung der Zweiten Wiener Kriegsausstellung, 1917, wurde verhindert, dass, wie kolportiert, das Grundstück mit Mietwohnungen (Zinskasernen) verbaut würde. Im gedanklichen Anschluss an Venedig in Wien wurde insbesondere die Errichtung eines Konstantinopel in Wien für wahrscheinlich erachtet. Im Jänner 1918 wurde die Liegenschaft der Gemeinde Wien zum Kauf angeboten, was der Gemeinderat jedoch wegen der als zu hoch befundenen Forderung ablehnte.

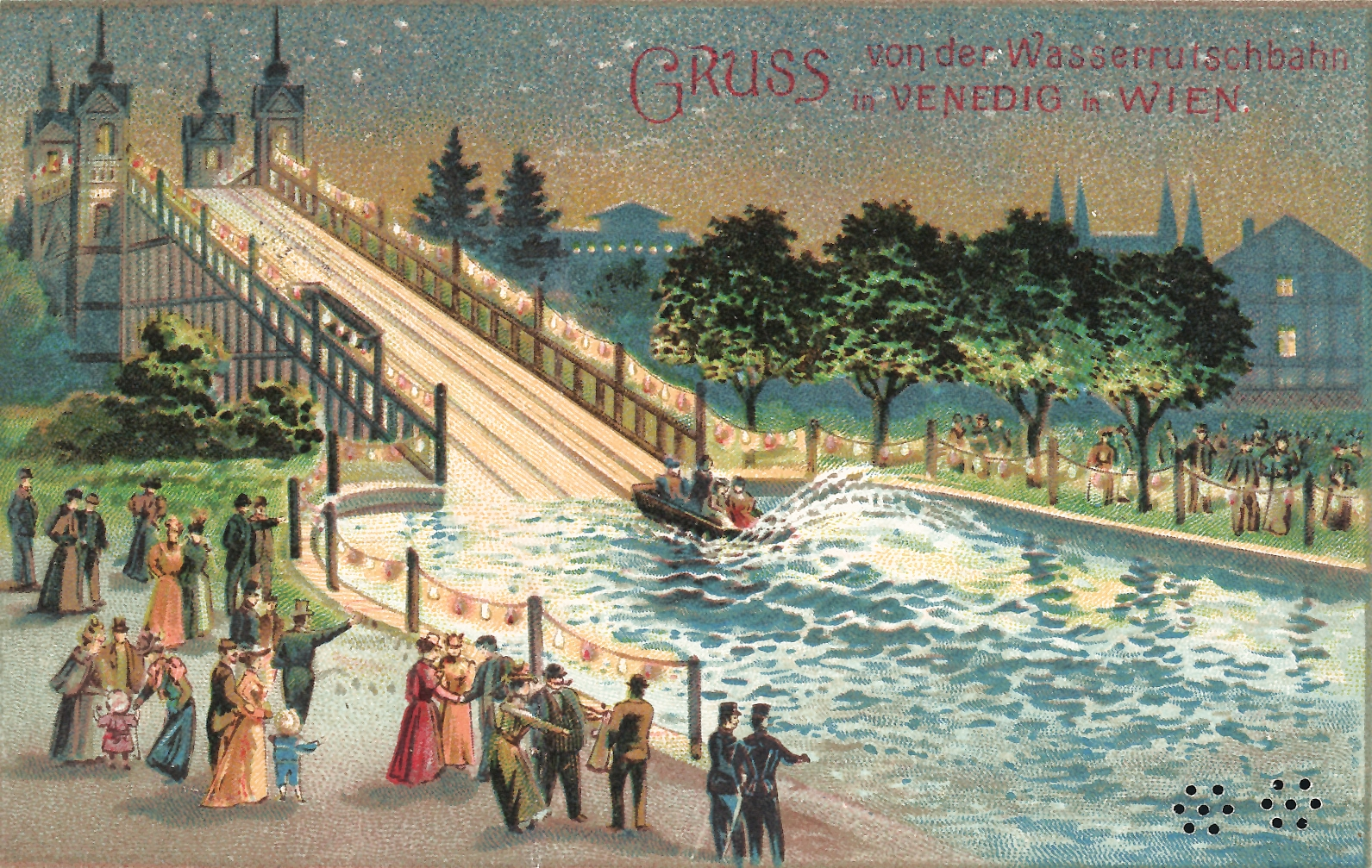
Wasserrutschbahn (im Mai 1903 ersetzt durch die Olympia-Arena)